# Szyszków (województwo lubelskie)
Szyszków – wieś w Polsce położona w województwie lubelskim, w powiecie biłgorajskim, w gminie Potok Górny.
W latach 1975–1998 miejscowość położona była w województwie zamojskim.
Wieś jest sołectwem w gminie Potok Górny. Według Narodowego Spisu Powszechnego z roku 2011 wieś liczyła 568 mieszkańców i była trzecią co do liczby ludności miejscowością gminy.
Wierni Kościoła rzymskokatolickiego należą do parafii św. Jana Chrzciciela w Potoku Górnym.

## Części wsi
| SIMC    | Nazwa | Rodzaj    |
| ------- | ----- | --------- |
| 0896491 | Dół   | część wsi |
| 0896500 | Góra  | część wsi |

## Charakterystyka
Wieś położona przy drodze wojewódzkiej nr 863. Funkcjonuje w niej Publiczna Szkoła Podstawowa. Rolnictwo opiera się głównie na uprawie tytoniu, sezonowo uprawiane są truskawki i maliny.
W 1927 powstała Ochotnicza Straż Pożarna.
W Szyszkowie funkcjonuje Ludowy Zespół Sportowy Wrzos Szyszków – amatorski klub piłkarski, założony w 1971 roku. Obecnie drużyna seniorów gra w grupie I zamojskiej klasy B. Wrzos rozgrywa mecze na Stadionie znajdującym się w Szyszkowie.